# Inversor fotovoltaic

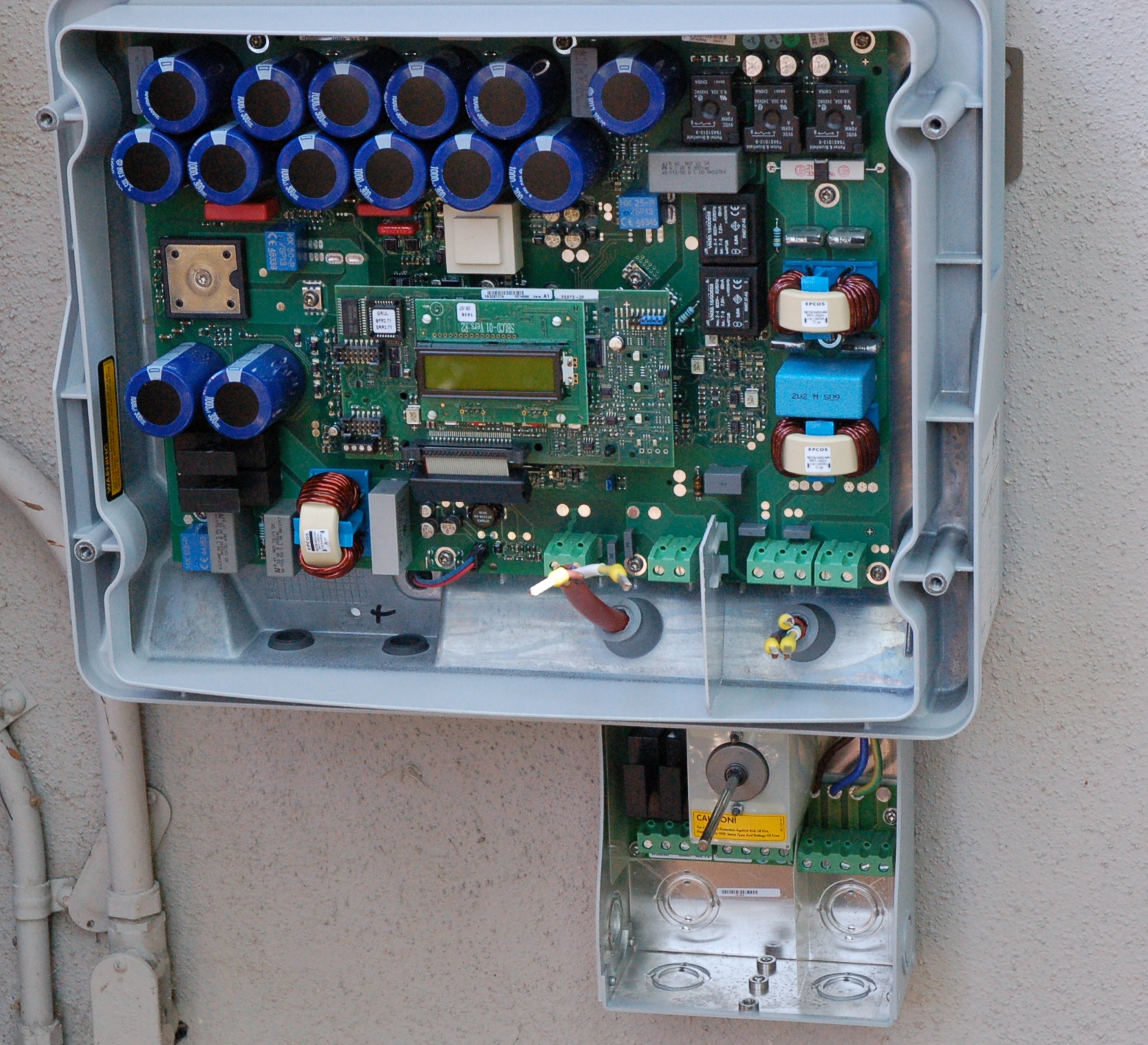
Vista interior d'un inversor solar. La gran quantitat de condensadors grans (cilindres blaus), s'utilitzen per emmagatzemar breument l'energia i millorar la forma d'ona de sortida.

Un inversor fotovoltaic és un convertidor que converteix l'energia de corrent continu (DC) procedent del generador fotovoltaic en corrent altern (AC). Els inversors se subdivideixen en: inversors aïllats i inversors connectats a la xarxa.

## Classificació dels inversors

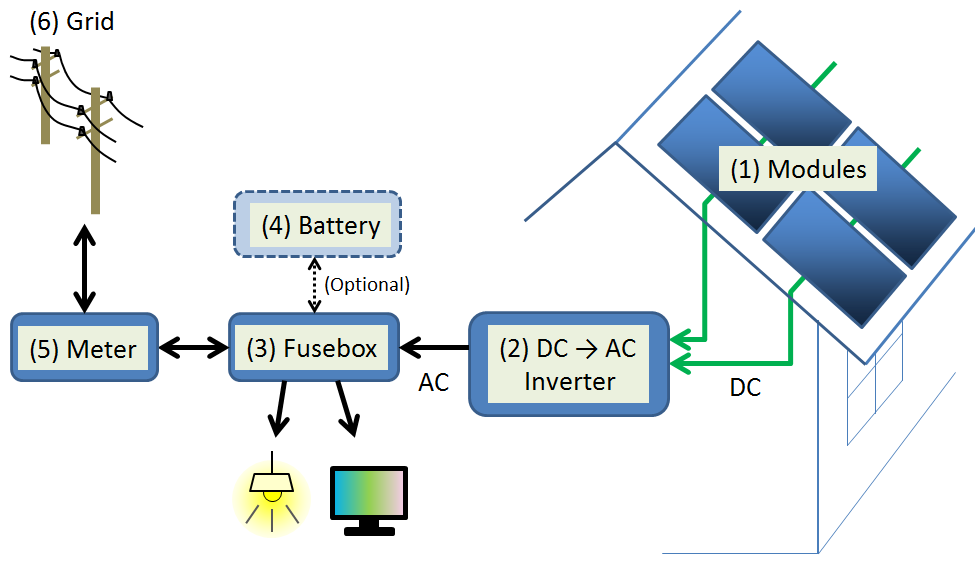
Esquemes simplificats d'un sistema fotovoltaic residencial connectat a la xarxa

Inversors solars es poden classificar en tres grans tipus:
- Inversors independents, que s'utilitzen en els sistemes aïllats en els quals l'inversor obté la seva energia de DC de les bateries carregades per panells fotovoltaics. Molts inversors independents també incorporen els carregadors de bateries integrals per càrregar directament una bateria d'una font AC. Normalment aquests no interactuen amb la xarxa elèctrica, i com a tal, no estan obligats a tenir una protecció antiilla.
- Inversors de connexió a la xarxa, que responen a fase amb una ona sinusoidal utilitat subministrada. Inversors de connexió a xarxa estan dissenyats per apagar automàticament després de la pèrdua del subministrament de serveis públics, per raons de seguretat. No proporcionen energia de reserva durant els talls de serveis públics.
- Inversors de bateria de seguretat, són inversors especials que estan dissenyats per extreure energia d'una bateria, gestionar la càrrega de la bateria a través d'un carregador de bord, i exportar l'excés d'energia a la xarxa elèctrica. Aquests inversors són capaços de subministrar energia de CA a les càrregues seleccionades durant un tall d'energia, i estan obligats a tenir una protecció antiilla.

## Normativa
A Europa, els inversors han de complir amb dues Directives: la Directiva de baixa tensió i Directiva de compatibilitat electromagnètica.